# 西昇經
《西昇經》，道教经典，全称《老子西升经》，作者不详，其著作年代亦不可考，因為生活於晋朝時期的著名博物學家葛洪的著作《神仙传》提及了此经，所以不少學者推测该经约成书於晉朝時期開始之前的時期。傳統説法聲稱尹喜根据老聃所作的描述撰寫了該經。

## 簡述
《西昇經》的内容主要阐发《道德经》的要义，并且宣揚老聃關於无为而治的思想，故为楼观道所重視。《正统道藏》洞神部玉诀类收生活於宋朝時期的道教道士陈景元所寫的《西升经集注》六卷，洞神部本文类收宋徽宗所御注的《西升经》三卷；经文均被整合為三十九章，但各個版本的文字不完全相同。
由於《老子西升經》的情節與《老子化胡經》的情節有關，例如它們皆宣稱老聃向西邊遠走高飛，因此前者後來與後者一樣被很多佛教徒視為偽典。